# Geschichte Armeniens
Die Geschichte Armeniens umfasst die Entwicklungen auf dem Gebiet der Republik Armenien und historischer armenischer Reiche von der Urgeschichte bis zur Gegenwart. Armenien wurde als kleinasiatisches Land erstmals Mitte des 1. Jahrtausends v. Chr. unter der heutigen Landesbezeichnung erwähnt.

## Vorgeschichte

### Paläolithikum
An den Fundstätten Karakhach und Kurtan ließ sich mit einem näherungsweisen Alter von 1.810.000 ± 5.000 bzw. 1.432.000 ± 28.000 Jahren die früheste Anwesenheit von Homininen nachweisen. Die dritte Fundstätte dieser frühen Epoche ist Muradovo.

### Kupfer-, Bronze- und Eisenzeit
In die Zeit des anatolischen Chalkolithikums wird mit ca. 3630–3380 v. Chr. einer der ältesten bekannten Schuhfunde aus der Höhle von Areni I. (Provinz Wajoz Dsor) im Süden des Landes datiert.
Zwischen 3500 und 2100 v. Chr. kennen wir die Kura-Araxes-Kultur. Kurz nach 3000 v. Chr. tauchen auch hier, wie zuvor in der Maikop-Kultur die ersten Radmodelle, gegen 2400 v. Chr. die ersten Wagenräder auf. Der Kura-Araxes-Kultur folgten die Trialeti-Kultur, die Sevan-Userlik-Kultur, die Karmir-Berd-Kultur und andere, die kulturell wahrscheinlich aus der Verschmelzung der Kura-Araxes-Kultur mit Einwanderern aus Nordmesopotamien hervorging. In der zweiten Hälfte des zweiten Jahrtausends vor Christus bildeten sich erste staatsähnliche Strukturen, die durch reiche Bestattungen im Kurganstil (z. B. die Funde von Werin Nawer und Nerkin Nawer in der Nähe von Jerewan) und ein Netz zyklopischer Festungen im ganzen Kaukasusgebiet charakterisiert werden. Der langsame Niedergang dieser Kultur, deren Angehörige in der Forschung teils für Vorfahren der modernen Armenier gehalten werden, hing möglicherweise mit den Umwälzungen am Ende der Bronzezeit zusammen und begünstigte den Aufstieg Urartus.
Von etwa 860 v. Chr. bis mindestens 547 v. Chr. bestand zwischen den „drei Meeren“ Vansee, Urmia-See und Sewansee das Reich Urartu, das auch etwa die Hälfte des heutigen Armeniens umfasste.
Seit 782 v. Chr. ist Jerewan/Eriwan (urartäisch Erebuni) als Name einer Siedlung und Festung bekannt, die später zum Namen der armenischen Hauptstadt wurde.
Ab 700 v. Chr. brachen kurzfristig bis etwa 672 v. Chr. die Kimmerer vom Kaukasus über die Westküste des Kaspischen Meeres kommend in die Region ein. 547 v. Chr. wird Urartu von Kyros II. erobert und Teil des persischen Achämenidenreiches.

### Älteste erhaltene Verwendung des NamensArmenien
In der dreisprachigen Behistun-Inschrift von Dareios I. von 521 v. Chr. wird der Name Armeniens (altpersisch Arminia, elamisch Harminuja) gleichwertig mit der alten Namensbezeichnung Uraštu in der babylonischen Sprache geführt. Nach Einverleibung des Landes durch Alexander im Jahr 334 v. Chr. regierten einheimische Dynastien in Armenien unter Oberhoheit der Seleukiden.

## Antike

### Orontiden- und Artaxidendynastie
Nach der Aufteilung des Alexander-Reiches unter den Generälen des makedonischen Eroberers fielen in den Jahren ab 312 v. Chr. die oberen Satrapien an Seleukos I., der seine Herrschaft später auf Syrien und Kleinasien ausdehnte. Zu seinem Reich und dem seiner Seleukiden genannten Nachfolger gehörte auch die Satrapie Armenien, die das Bergland nördlich von Mesopotamien zwischen Taurus und  Kleinem Kaukasus umfasste. Die Herrscher Armeniens, die der Familie der Orontiden entstammten, gewannen eine unabhängige Stellung und nahmen den Königstitel an. Ab 212 v. Chr. brachte der Seleukidenherrscher Antiochos III. (223–187 v. Chr.) die Seleukidenherrschaft in den oberen Satrapien wieder zur Geltung und zwang die letzten Orontidenherrscher zunächst zur Anerkennung seiner Oberhoheit, bis er das Land unter seine direkte Herrschaft brachte und zwei Statthalter mit dem Titel „Strategos“ einsetzte. Ein kleinerer Teil im Südwesten, die Sophene wurde unter die Herrschaft des Zariadris gestellt; der verbleibende größere Rest wurde als „Großarmenien“ (lateinisch: Armenia Maior) unter die Statthalterschaft des Artaxias gestellt. Nachdem Antiochos III. bei seiner weiteren Expansion in Konflikt mit den Römern geraten war, musste er nach der  Niederlage in der Schlacht bei Magnesia (189 v. Chr.) den demütigenden Frieden von Apameia abschließen. Als Folge der Niederlage des Antiochos machten sich Zariadris und Artaxias (I.) unabhängig und nahmen den Königstitel an. Hauptstadt von Sophene wurde Arsamosata um Arazan.
Neben diesen beiden Königreichen gab es im Bergland nordwestlich des Karasu eine von den Römern Armenia Minor (Kleinarmenien) genannte Landschaft, über die nur wenig bekannt ist. Sie wurde später von König Mithridates VI. von Pontos erobert und gehörte in der Folgezeit zu den Königreichen Pontos und Kappadokien, bis sie mit diesen schließlich in die römische Provinzialverwaltung eingegliedert wurde. Mitte des 2. Jahrhunderts v. Chr. machten sich dann auch die Herrscher von Kommagene als Könige vom Seleukidenreich unabhängig, die sich sowohl auf eine Abstammung von den Seleukiden wie auch von den Orontiden beriefen.
König Artaxias I. (190–159 v. Chr.) begründete die Dynastie der Artaxiden, die Armenien zum Zenit seiner wirtschaftlichen und politischen Macht führte, und unter der es die glanzvollste Periode seiner Geschichte erlebte. Artaxias I. entschied, die von Jerwant IV. am Aras gegründete Hauptstadt Jerwandaschat aufzugeben (Armawir blieb das religiöse Zentrum des armenischen Königreiches), um weiter stromabwärts eine neue Metropole zu gründen, die er Artaxata (Artaschat) nannte. Wie Strabon und Plutarch berichteten, soll Hannibal, der um 188 v. Chr. nach der Schlacht bei Magnesia an den Hof Artaxias’ geflüchtet war, den armenischen König bei diesem Vorhaben maßgeblich beraten und sogar Pläne für Artaschat entworfen haben. Ausgrabungen der Armenischen Akademie der Wissenschaften brachten die Mauern der auf neun Hügeln gelegenen Stadt, Gebäude mit Wandmalereien, den Palast, Reste der Kasernen und Unterkünfte für Krieger mit Familien, Waffen, Pfeile, Schleudersteine, Pech, eine Truhe mit Silbermünzen, Darstellungen von Göttern und Reittieren mit silbernen Masken, Ziergegenstände aus Ton, nicht zuletzt aus Ton gebrannte Wasserleitungsrohre ans Licht. Terrakottagefäße und Leuchter aus urartäischer Zeit beweisen, dass die neugegründete Hauptstadt schon auf eine ältere Geschichte und Tradition als Siedlung zurückblicken durfte.

Größte Ausdehnung Armeniens unter Tigranes II. mit dem Hauptreich Armenien (orange) mit seinen Vasallenstaaten (braun), nur ephemeren Einflussgebieten (dunkleres gelb) und dem eroberten restlichen Seleukidenreich in Syrien und Kilikien (rot). Albania, Kolchis und Iberien im Norden (lila): enge Beziehungen, Details zu der Zeit nicht überliefert.

Strabon berichtet, dass im Herrschaftsbereich des Artaxias und des Zariadris eine einheitliche Sprache gesprochen wurde. Armenisch wurde allerdings erst im 5. nachchristlichen Jahrhundert verschriftet und zu einer Literatursprache entwickelt.  Neben der im Zeitalter nach Alexander dem Großen zur allgemeinen Bildungssprache gewordenen griechischen Sprache war Aramäisch als althergebrachte Verkehrs- und Verwaltungssprache im Gebrauch.
Das von König Artaxias I. gefestigte Reich schien gefährdet, als sich dessen Enkel, König Artawasd I. (123–95 v. Chr.), den von Osten eindringenden Parthern beugen musste. Als Geisel kam der Thronfolger, Prinz Tigranes, an den parthischen Hof. Gegen die Abtretung von 70 Tälern im Osten Armeniens entließen die Parther Tigranes nach dem Tode von König Artawasd. Im Jahre 95 v. Chr. bestieg er als Herrscher von Armenien den Thron der Artaxiden.

### Arsakiden

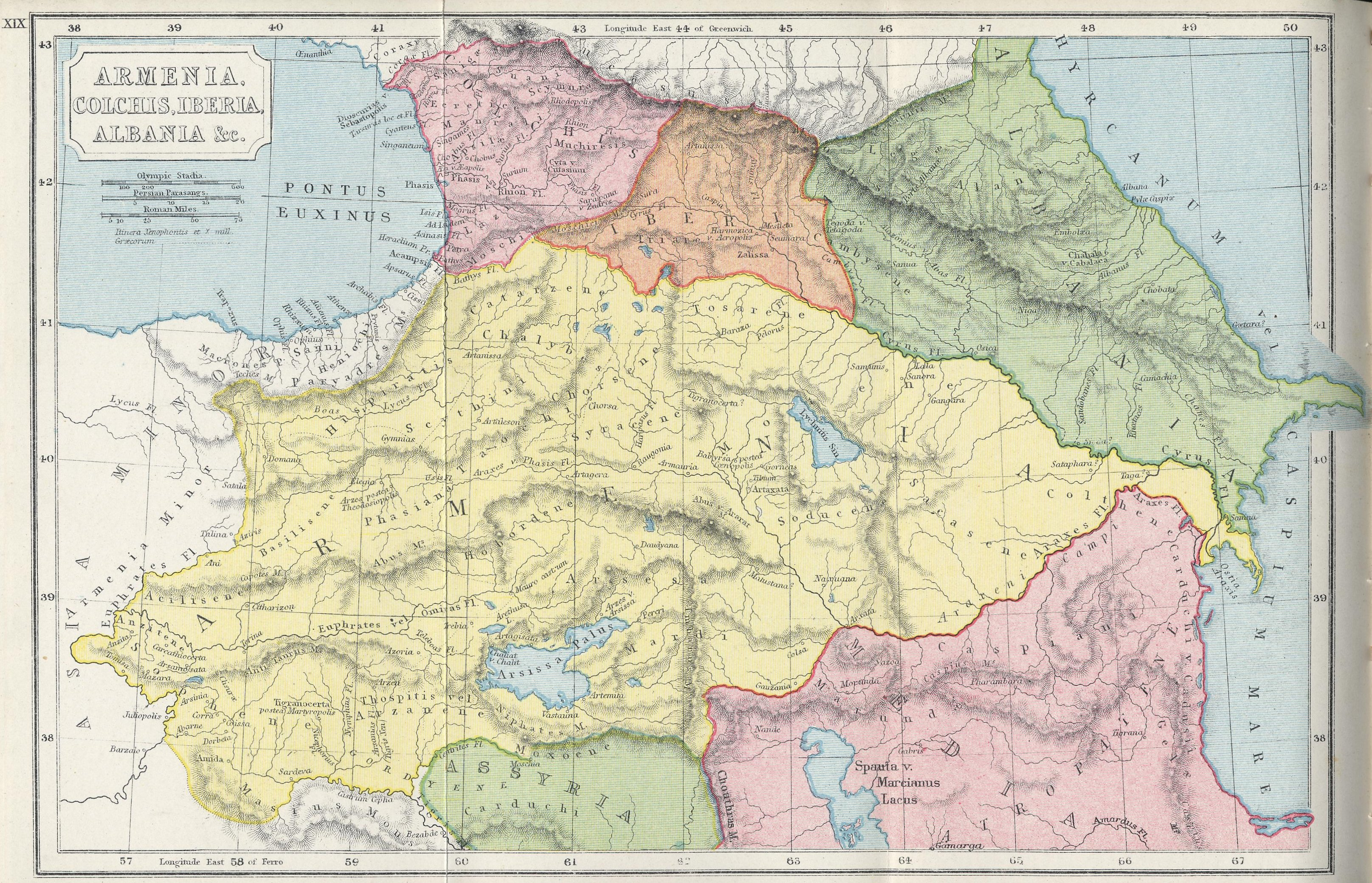
Karte Armeniens im Altertum

Das Partherreich versuchte bald nach dem Ende der Artaxidendynastie, Mitglieder des eigenen Herrscherhauses der Arsakiden als Vasallenkönige auf den Thron zu setzen. Diese armenischen Arsakiden wurden ab dann auch als Arshakuni bezeichnet. Zugleich versuchte auch das Römische Reich, das Land unter seine Kontrolle zu bringen, so dass Armenien für Jahrhunderte zu einem Zankapfel zwischen den beiden Großmächten wurde. Die Römer unterstützten zunächst erfolgreich eigene Verbündete, zuletzt aus dem iberischen (georgischen) Königshaus. Rhadamistos, der letzte Vertreter, kam durch Verwandtenmord an die Macht, wobei die Römer nicht einschritten. In der Folge gelang es dem parthischen Großkönig, seinen Bruder Trdat I. (Tiridates) als Kandidaten gegen den römischen Kandidaten, Tigranes von Kappadokien, durchzusetzen. Nach einem militärischen Schlagabtausch zwischen Römern und Parthern wurde Trdat 63 n. Chr. von den Römern als König Armeniens akzeptiert und 66 n. Chr. in Rom durch Kaiser Nero gekrönt. Nach dem Vertrag von Rhandeia (63) war Armenien nun ein römisches Protektorat. Dennoch blieb die Oberhoheit über Großarmenien umstritten und stellte den Hauptgrund für die folgenden Partherkriege dar. Als 114 der parthische Großkönig Osroes I. den arsakidischen König Armeniens, seinen Neffen Axidares, absetzte und dessen Bruder Parthamasiris zum König machte, erkannte Kaiser Trajan diesen nicht an und nahm den Vorgang zum Vorwand für einen Eroberungskrieg. Es gelang ihm sogar für kurze Zeit, das Land als römische Provinz Armenia einzugliedern.
Doch bereits 117 wurde die Provinz wieder aufgegeben, und die Arsakidendynastie herrschte weiterhin bis 428 in Armenien, obwohl die arsakidische Hauptlinie in Iran 224 von den Sassaniden besiegt und gestürzt wurde. Die Arsakidenherrscher in Armenien suchten fortan beim Römischen Reich Unterstützung. Allerdings herrschten bereits im 2. Jahrhundert auch unabhängig davon romfreundliche Könige in Armenien, so zwischen ca. 140 und 175 Pakoros und Sohaemus. Im 3. Jahrhundert folgten schwere Kämpfe mit Rom, die auch Armenien betrafen. Im Feldzug von 252 gelang es dem Sassaniden Schapur I., 296 noch einmal seinem Sohn Narseh, Großarmenien zu erobern, doch vermochten sie ihre Herrschaft nicht auf Dauer zu etablieren; zumeist gab es zumindest in Westarmenien arsakidische Könige. Als Kaiser Diokletian die Sassaniden 298 besiegte, mussten sie die Oberhoheit über Großarmenien aufgeben – der Arsakide Trdat III. (Tiridates III. in westlichen Quellen) bestieg den Thron, suchte die Nähe zu den Römern und förderte seit ca. 315 das Christentum in Armenien. Im 4. Jahrhundert kam es dann erneut zu heftigen Kämpfen zwischen Römern und Sassaniden um Armenien, vor allem zwischen Constantius II. und Schapur II., die sehr wechselhaft verliefen (siehe Römisch-Persische Kriege).

### Christianisierung

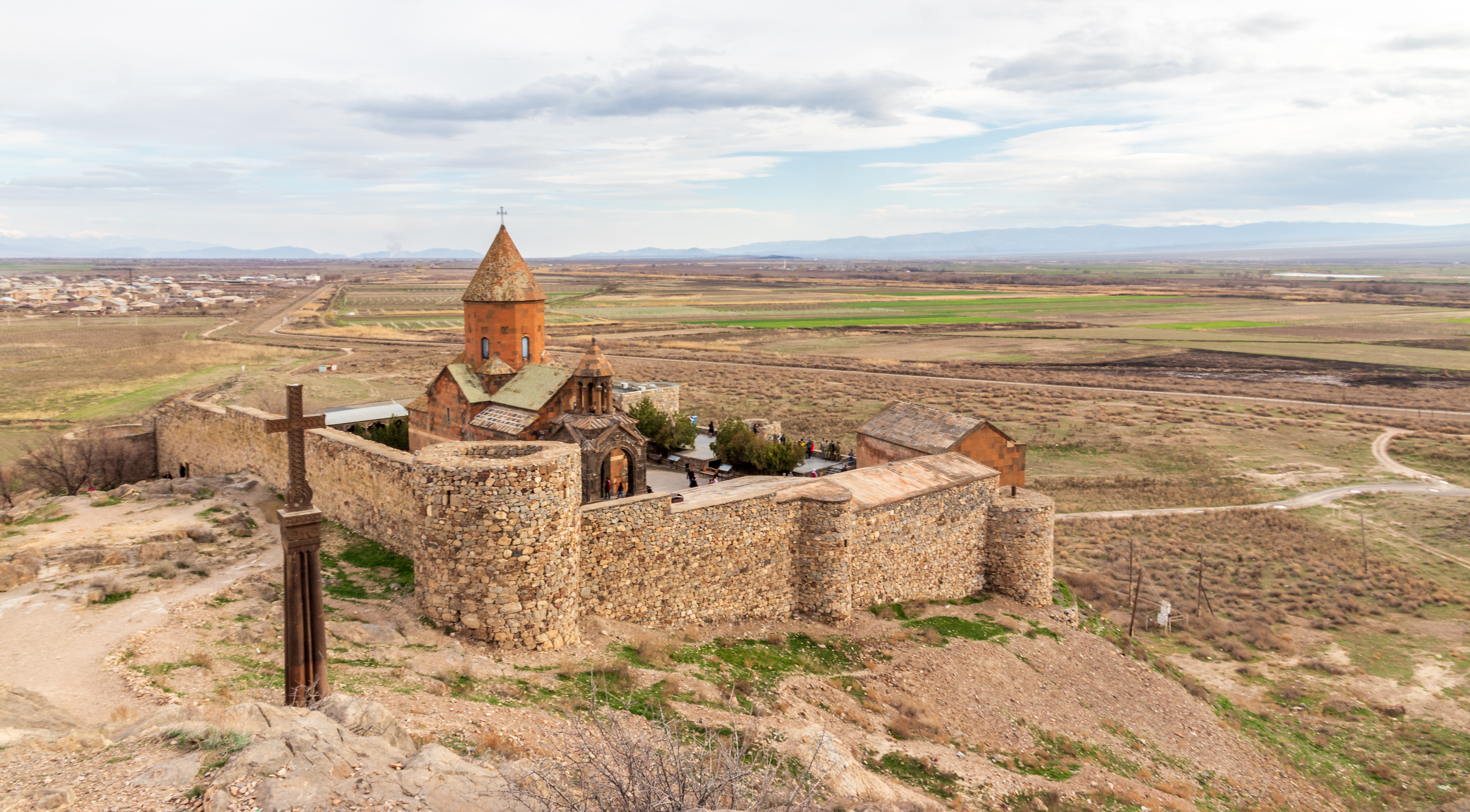
Das Kloster Chorvirap in der früheren Hauptstadt Artaxata; hier war laut späterer Tradition Krikor Lusavoritsch eingekerkert, der später den König Trdat III. zum Christentum bekehrt haben soll.

Die Armenische Apostolische Kirche feierte im September 2001 ihr 1700-jähriges Bestehen: Im Jahr 301 soll gemäß einer im späten 5. Jahrhundert unter dem Pseudonym Agathangelos verfassten Darstellung der armenische König Trdat III. sich nach einer wunderbaren Heilung durch Grigor Lusaworitsch zu seinem Retter Christus bekannt haben – also noch vor dem römischen Kaiser. Konstantin der Große soll, nachdem ihm Trdat persönlich die Wundergeschichte erzählt hat, den armenischen  „Erleuchter“ um seinen Segen gebeten haben. Diese Legende des Agathangelos machte Armenien rückblickend zum ersten christlich geprägten Herrschaftsgebiete der Weltgeschichte und gilt unter christlichen Armeniern bis heute als historische Realität. Die meisten Althistoriker nehmen allerdings an, dass der armenische König erst nach 315 zum Christentum übertrat, also bald nach der Konstantinischen Wende. Offenbar wurde die christliche Religion im armenischen Herrschaftsgebiet rasch verbreitet, schneller als im römischen Reich, da prorömische Armenier sich auf diese Weise vom iranischen Zoroastrismus abgrenzen konnten. Das Christentum ist bis heute eine entscheidende Komponente armenischer Identität in einem nichtchristlichen politischen Umfeld. In der Spätantike waren allerdings nicht wenige Armenier, die mit den Sassaniden alliiert waren, Zoroastrier, auch wenn die christlichen armenischen Quellen dies zu vertuschen suchen. Insbesondere der Zurvanismus war in Persarmenien (siehe unten) populär.
Die feste Verwurzelung des Christentums trug mutmaßlich dazu bei, dass die armenische Bevölkerung trotz oftmaliger Besetzung, Teilung und Eroberung ihren  Nationalcharakter bewahren konnte. Schon 387 teilten Rom und die persischen Sassaniden das armenische Königreich untereinander auf, wobei etwa vier Fünftel (Persarmenien) an die Perser fielen. Immer wieder kam es in dieser Region während der ausgehenden Spätantike zu schweren Kämpfen zwischen diesen beiden Großmächten. Dennoch entwickelten die Armenier eine hochstehende Kultur, Literatur und Baukunst – vor allem nach der Schaffung eines eigenen Alphabets durch Mesrop Maschtotz im Jahr 405.

### Ende des antiken Staates
Sowohl im römischen Teil als auch im sehr viel größeren sassanidischen Teil des alten Großarmenien wurde die Dynastie der Arshakuni (Arsakiden) 390 bzw. 428 abgesetzt, die Sassaniden setzten einen Marzban (eine Art Markgraf) als Vertreter des Großkönigs ein. Als sie unter Yazdegerd II. verstärkt versuchten, in Armenien die zoroastrische Religion einzuführen, kam es zu einem Aufstand der christlichen Armenier unter dem adligen Haus Mamikonjan. 451 unterlag aber das christlich-armenische Adelsaufgebot, von den Römern im Stich gelassen, in der Schlacht von Avarayr den persischen Truppen und ihren armenischen Verbündeten; sein Anführer Wardan Mamikonjan wurde getötet. Es folgte ein langer Konflikt, der schließlich 484 nach erneuten Kämpfen mit der Anerkennung des Christentums durch den Perserkönig und der Einsetzung des Wahan Mamikonjan als Marzban endete.
Erst 571 versuchten die Sassaniden erneut, den Zoroastrismus in Persarmenien durchzusetzen; diesmal nahm der römische Kaiser Justin II. den sich anschließenden Aufstand zum Anlass, den Sassaniden den Krieg zu erklären. 591 schlossen Römer und Perser schließlich einen Frieden, durch den der größte Teil Armeniens unter kaiserliche Herrschaft gelangte.

## Armenien zwischen Ostrom und Persien, Kampf um religiöse Autonomie

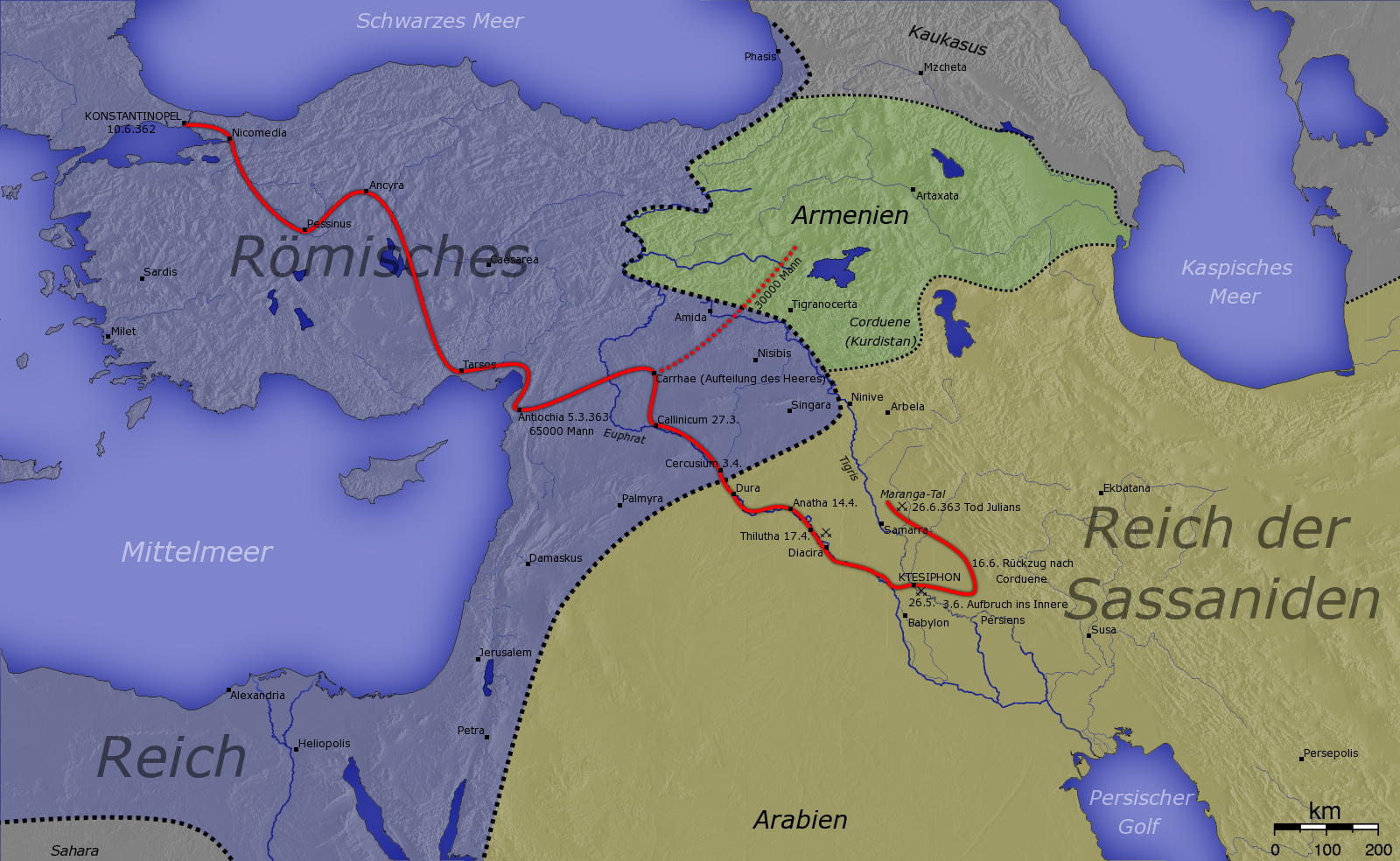
Julians Persienfeldzug 363

Bereits im Jahre 363 unternahm der römische Kaiser Julian einen Feldzug gegen das Sassanidenreich, der mit einer Niederlage endete. Sein Nachfolger Jovian musste einem für die Römer ungünstigen Frieden zustimmen. Schapur III. (383–388) stellte die Christenverfolgungen ein und vereinbarte, wie erwähnt, mit dem römischen Kaiser im Osten, Theodosius I., wohl 387 die Teilung des stets umstrittenen Armenien, wobei die erstarkte Stellung Persiens auch dadurch deutlich wurde, dass die Sassaniden rund vier Fünftel des Landes erhielten. Hauptstadt des Persarmeniens wurde Dvin, das noch im weiteren Verlauf der armenischen Geschichte eine wichtige Rolle spielen sollte. König Yazdegerd II. versuchte um 449 den armenischen Adel zur Annahme des Zoroastrismus zu zwingen. Dazu dienten Zerstörungen und Umwidmungen von Kirchen, aber auch Zwangsmaßnahmen gegen Kleriker. Dies führte zu wachsendem Widerstand, es kam im Mai 451 zur bereits erwähnten Schlacht von Avarayr. Der Widerstand endete erst, nachdem die Perser Toleranz gewährt hatten, doch wurden weiterhin Priester ermordet. Zugleich war die armenische Oberschicht gespalten, einige Adlige waren mit den Römern, andere mit den Sassaniden verbündet.
Mit den Lösungen in Nordmesopotamien und Armenien scheinen auch die Römer zufrieden gewesen zu sein, so dass es im 5. Jahrhundert zu einer friedlichen Koexistenz der beiden Großmächte kam, die nur von zwei kurzen Kriegen unter Theodosius II. unterbrochen wurde. Die Kaiser gewährten den Christen in Persarmenien in dieser Zeit daher nur wenig Unterstützung. Im 6. Jahrhundert wurde Armenien dann aber wieder zu einem der Hauptkampfgebiete zwischen Ostrom und den Sassaniden, und verschiedene Mitglieder des armenischen Adels wechselten mehrmals die Seiten (siehe Römisch-Persische Kriege).
Kaiser Maurikios (582–602) gelang es, den Großteil von Großarmenien 591, wie erwähnt, unter römische Kontrolle zu bringen – allerdings führten die Verwaltungsmaßnahmen der kaiserlichen Regierung und ihre Versuche, die Armenier zur Annahme der Beschlüsse des Konzils von Chalkedon (451), die die armenische Kirche in zwei Synoden 506 und 555 abgelehnt hatte, zu zwingen, zu Aufständen des armenischen Adels. Aufgrund des religiösen Schismas betrieb Ostrom eine armenienfeindliche Politik. Kaiser Maurikios schloss mit dem Sassanidenherrscher Chosrau II. angeblich ein Abkommen zur Entvölkerung der Grenzgebiete, um durch die Schaffung einer toten Zone weitere Konflikte mit seinem Gegner zu vermeiden. Die betroffenen Armenier siedelte er in Thrakien und Makedonien an, wo sie als kriegserprobtes Volk die Feinde jenseits der Donau abwehren sollten.
Die überwiegend christlichen Georgier, die im 5. und 6. Jahrhundert seitens der Perser ähnlichen Repressionen ausgesetzt waren, und wo es zu Martyrien kam (Martyrium der Schuschanik, etwa 466–474), fürchteten, dass sie durch ihre Verbindung mit der armenischen Kirche ein ähnliches Schicksal wie die Armenier erleiden könnten, und schlossen sich im Jahre 602 dem Patriarchat von Konstantinopel an. Im selben Jahr wurde Maurikios gestürzt, und 603 begann ein neuer Krieg zwischen Römern und Sassaniden.
Kaiser Herakleios, der den Thron im Jahre 610 bestieg, war gemäß einigen Quellen armenischer Abstammung. Ihm gelang es durch zielstrebige wirtschaftliche und verwaltungstechnische Reformen, dem drohenden Ruin seines Reiches entgegenzuwirken. Über die Sassaniden errang der Kaiser um 624 in Armenien glänzende Siege, bis das Jahr 628 endlich Frieden brachte: Große Teile Armeniens kamen mit den seit 611 von den Persern besetzten Gebieten wieder an das Oströmische Reich zurück.
Nun strebte der Herrscher auch eine Entspannung in Glaubensfragen an. Er reiste im Jahre 633 nach Theodosiopolis (armenisch auch Karim genannt, heute Erzurum), um mit Katholikos Esr sowie zahlreichen Bischöfen eine Konferenz abzuhalten, in der die Beschlüsse von Chalcedon bewusst nicht im Mittelpunkt der Gespräche standen. Doch die Pläne des Kaisers, der die Mauern der religiösen Differenzen niederreißen und Ruhe in das Reich bringen wollte, konnten nicht mehr zur Ausführung gelangen, denn der erste militärische Ansturm des Islams veränderte die Situation grundlegend. Damit begann das armenische Mittelalter.

## Mittelalter und Frühe Neuzeit

### Armenien unter arabischer Herrschaft
Im Jahre 636 brachen die Araber in Syrien ein, 638 eroberten sie Palästina. In der entscheidenden Schlacht am Jarmuk kämpften auf byzantinischer Seite auch Leute aus Armenien mit. Nach der Unterwerfung des Perser-Reiches besetzten die Araber 639/640 Mesopotamien. Von hier aus drangen sie unter ihrem Befehlshaber Habib ibn Maslama nach Armenien vor und erstürmten im Oktober 640 die Hauptstadt Dvin. Die armenischen Fürsten der gefährdeten Gebiete mit dem Iškhan Theodoros Rštuni an der Spitze verhandelten mit den Arabern, die religiös duldsamer als die Byzantiner waren, um das Land und die Bevölkerung vor Zerstörung und Verlusten zu bewahren. Der Adel behielt seinen Besitz und seine Position, als Gegenleistung mussten Abgaben entrichtet und Waffenhilfe geboten werden. In Dvin etablierten die Araber den Sitz ihres Statthalters und seiner Beamten, sie ließen daher die zerstörte Stadt wieder aufbauen und mit starken Befestigungen versehen.
Die Invasion der Araber unterbrach die kurze Friedensperiode, in der sich in Armenien eine rege kulturelle Tätigkeit entfaltet hatte. Eine Vielzahl literarischer Werke war entstanden, die in Klöstern von Mönchen abgeschrieben wurden und so weite Verbreitung fanden. Historiker hatten die politischen Ereignisse vergangener Jahrhunderte festgehalten und kommentierten sie; religiöse und philosophische Schriften nahmen auf das geistige Leben einen nachhaltigen Einfluss. Unter den armenischen Gelehrten des 7. Jahrhunderts hatte Ananias von Schirak als bedeutendste Gestalt grundlegende Werke zur Kosmographie, Geographie, Arithmetik, über den Kalender, über Maße und Gewichte verfasst, die Ursachen der Sonnen- und Mondfinsternis erklärt und die zeitgenössische Astrologie kritisiert. Eine damals bereits hochentwickelte Musiktradition Armeniens erlebte durch die Verbesserung der aus dem 4. Jahrhundert stammenden Notationen eine neue Blütezeit. Neben den Volksliedern, deren Thematik teilweise noch aus heidnischer Zeit übernommen war, erweiterten zeitgenössische Komponisten das Repertoire der Kirchengesänge, die sich durch außergewöhnlichen melodischen Reichtum auszeichneten.

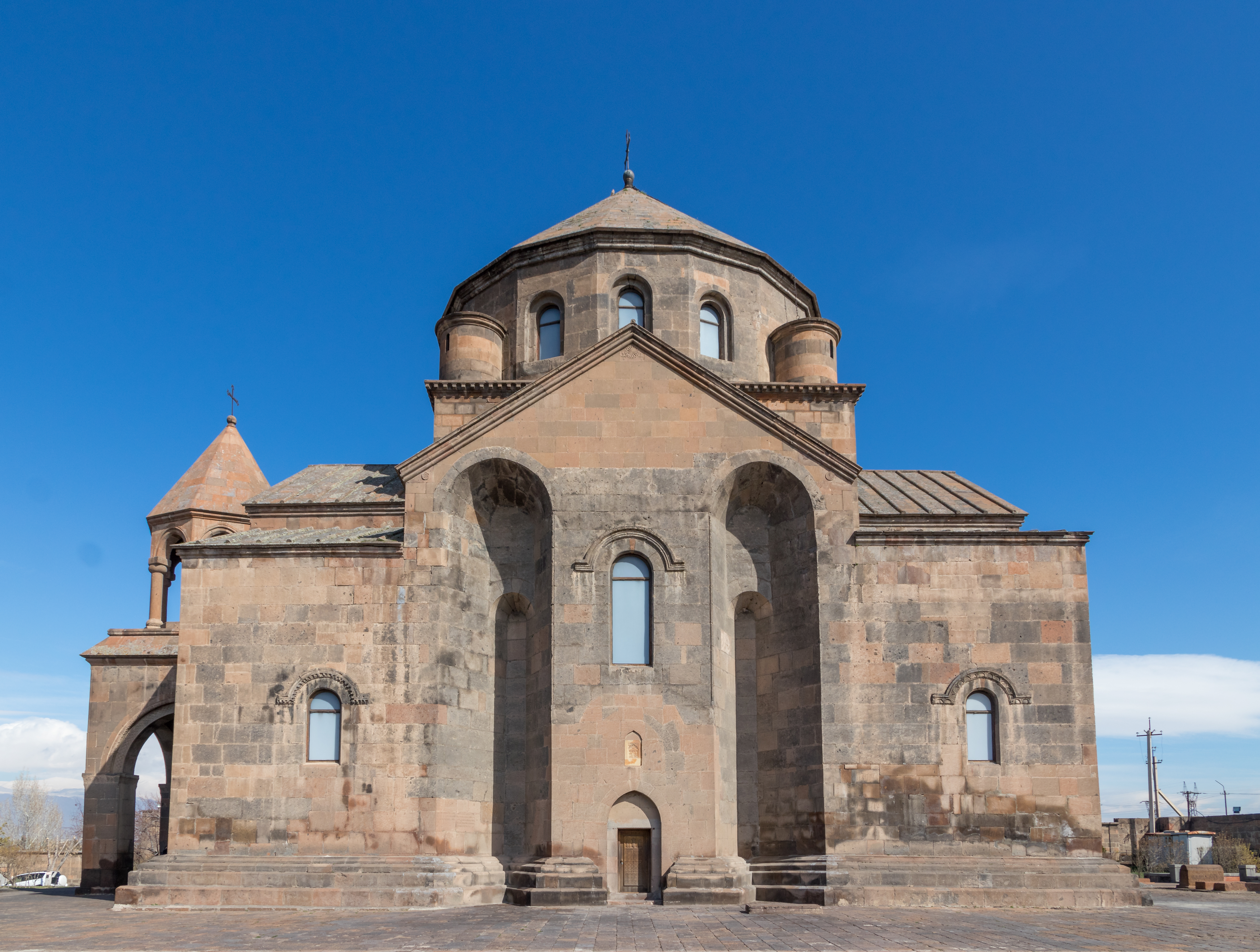
St. Hripsime aus dem 7. Jahrhundert

Einen Zenit erreichte die klassische armenische Architektur (5. bis 7. Jahrhundert), als man nach der Erbauung der großen Kuppelkirche St. Hripsime bei Etschmiadsin durch Katholikos Komitas im Jahre 618 unweit davon die Palastkirche Swartnoz im Auftrag von Katholikos Nerses III.(641–661) errichtete. Nerses, der in den bewegten Zeiten der Araberinvasion sein Amt angetreten hatte, verlegte seine Residenz aus dem heimgesuchten Dvin nach Swartnotz und verewigte sich in der Geschichte des Landes als Bauherr der schönsten architektonischen Schöpfung Armeniens seiner Zeit.
Die Aktivitäten des Katholikos (der wegen seiner regen Bautätigkeit den Namen Nerses Schinogh, „der Erbauer“, erhielt) belegen, dass die Araber zunächst keine Islamisierung betrieben. Sie setzten jedoch ihre Eroberungszüge fort und unterwarfen weitere Gebiete Armeniens und Georgiens; sie brachten Kaukasisch-Albanien unter ihre Gewalt und marschierten schließlich 642/643 nach Kappadokien. Um Armenien nicht zu verlieren, das wie ein Wall zwischen dem Byzantinischen Reich und den Arabern lag, versprach Kaiser Konstans II. (641–668) Truppen zur Unterstützung jener Fürsten, die sich gegen die Araber verteidigen wollten. Sicherlich wäre Armenien der stärkste und beste Verbündete des Byzantinischen Reiches gewesen, wenn der Kaiser die Eigenständigkeit des christlichen Volkes anerkannt hätte. Doch der Patriarch Paulos II. von Konstantinopel (641–654) forderte die Armenier in einem Schreiben auf, die Bedingungen des Konzils von Chalcedon anzunehmen. Katholikos Nerses III. und Fürst Theodor Rschtuni beriefen 648 eine Kirchenversammlung ein, um die Situation zu besprechen. Während der byzantophil gesinnte Katholikos die Waffenhilfe des Kaisers als Rettung vor dem Islam betrachtete, reagierten der armenische Adel und Klerus auf das in Aussicht gestellte Bündnis bei religiöser Unterordnung mit Entrüstung und eisiger Ablehnung. Angesichts der drohenden Verfolgung der Christen durch die Muslime schien den Armeniern die intolerante Haltung der Byzantiner zur Glaubensfrage und ihr Kampf um das Primat eine ungeheure Provokation des christlichen Gewissens. Da nach dem Ablauf des Waffenstillstandes zwischen den Arabern und Byzantinern weitere arabische Einfälle zu erwarten waren, übten die kirchenpolitischen Bestrebungen von Byzanz einen nicht unwesentlichen Einfluss auf die Entscheidung armenischer Adeliger zur freiwilligen Anerkennung der arabischen Oberhoheit aus.
Von den Byzantinern übernahmen die Araber die Gliederung Armeniens in vier Teile. Armenien I umfasste das Gebiet von Arrān, Armenien II das Gebiet von Dschurzān (= Georgien), Armenien III den Kreis von Vaspurakan und die Hauptstadt Dvin und Armenien IV Arsamosata und Achlāt.

### Bagratiden

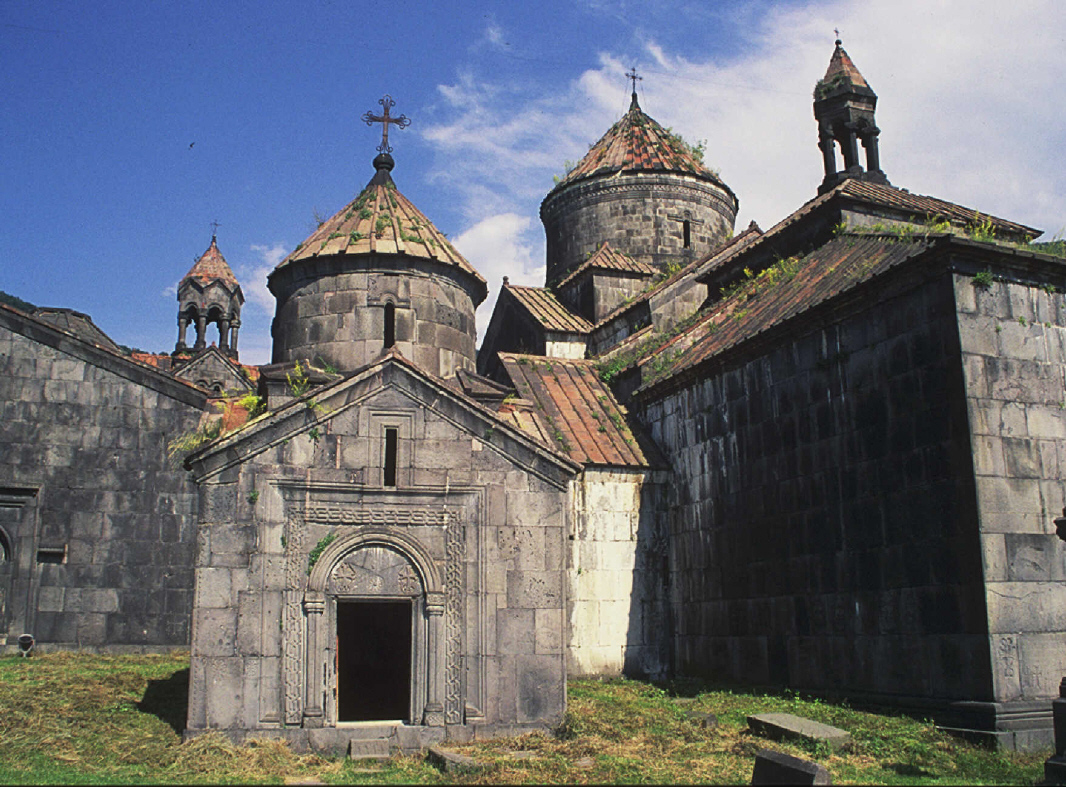
Kloster Haghpat, eine Begräbnisstätte der Bagratiden

Aschot I. Bagratuni konnte dann unter Ausnutzung der allmählichen Schwächung des Kalifats 885/886 wieder ein armenisches Königreich errichten, das sowohl vom Kalifen als auch vom byzantinischen Kaiser anerkannt wurde. Smbat (892–914), der Nachfolger Aschots, wurde von den Arabern getötet, Aschot II. (915–928) brachte die Freiheitskämpfe zum Abschluss.
Die Blütezeit des Reiches der Bagratiden fällt unter Gagik (990–1020). In der zweiten Hälfte des 11. Jahrhunderts ging das Reich durch unglückliche Kriege und innere Zwistigkeiten zugrunde. Ab dem späten 10. Jahrhundert drangen die Byzantiner wieder aus Kleinasien vor und konnten ein armenisches Königreich nach dem anderen in ihr Reich eingliedern, 1045 schließlich auch das Gebiet von Ani selbst. Den armenischen Königen wurden neue Güter im Inneren Kleinasiens angeboten, wohin nun Zehntausende Familien umsiedelten. Erneut kam es dort und auch in Armenien zum Streit mit der orthodoxen Reichskirche, nachdem vorher Versuche, durch Gespräche eine Union herzustellen, gescheitert waren. Wieder herrschte politische und kirchliche Uneinigkeit, als mit den türkischen Seldschuken aus Zentralasien eine neue expansive muslimische Macht auftrat. Am 16. August 1064 eroberten und verwüsteten die Seldschuken Ani, die armenische Hauptstadt (wegen ihrer vielen imposanten Sakralbauwerke auch Stadt der 1001 Kirchen genannt), 1071 besiegten sie den byzantinischen Kaiser in der Schlacht von Mantzikert nordwestlich des Vansees und eroberten dann den Großteil von Kleinasien und Armenien.

### Königreich in Kilikien
In der Folge gründeten armenische Flüchtlinge 1080 in Kilikien ein unabhängiges Fürstentum unter den Rubeniden. Diese verbündeten sich mit den Kreuzfahrern gegen Byzantiner und Türken und umgekehrt. Leo II. (1189–1219) erhielt 1199 von Kaiser Heinrich VI. (HRR) den Königstitel. 1342 fiel das Armenische Königreich von Kilikien an die katholischen Lusignans von Zypern. Als die Hauptstadt Sis im Jahr 1375 von den ägyptischen Mamluken erobert wurde, ging mit Kilikien das letzte eigenständige Staatsgebilde der Armenier bis zum 20. Jahrhundert unter. Das Gebiet von Kilikien fiel 1515 an das Osmanische Reich.
Das Armenische Königreich von Kilikien wird von westlichen Historikern oft als Kleinarmenien bezeichnet. Es darf nicht mit dem in der Antike von den Römern als Kleinarmenien (lateinisch: Armenia Minor) bezeichneten Gebiet in Kleinasien zwischen dem rechten Ufer des Oberlaufs des Euphrat bzw. des Karasu und der Südküste des Schwarzen Meeres verwechselt werden. Dies geschieht aber gelegentlich außerhalb des Fachschrifttums.

### Das armenische Kernland im späten Mittelalter und der Frühen Neuzeit
Der Großteil der Armenier lebte auch nach der türkischen Eroberung des 11. Jahrhunderts im Kernland, wo sie aber wechselnde turkmenische Herrschaften über sich ergehen lassen mussten. Eine christliche Fremdherrschaft brachte die Blüte des benachbarten Georgischen Königreiches im 12. und 13. Jahrhundert, das einen großen Teil Armeniens mit Unterstützung von armenischen Fürsten erobern konnte (1184 nahmen die Georgier Ani ein). Der Einfall der Mongolen ab 1223 beendete die georgische Macht und brachte erneut Verwüstungen über das Land. In den folgenden Jahrhunderten wechselten unter mongolischen und türkischen Dynastien Zeiten relativ friedlicher Herrschaft mit Kriegen und Invasionen neuer Nomadenstämme; die schlimmsten Verwüstungen brachten wohl die Feldzüge des Timur Leng um 1400. Zu Beginn des 15. Jahrhunderts waren die Armenier durch Flucht, Vertreibung und Ansiedlung türkischer und kurdischer Stämme in vielen Gegenden des alten Armenien zu einer Minderheit geworden. Nur mehr in wenigen Gebieten hatten sich einige der alten Adelsfamilien erhalten.
Das armenische Kernland erlebte nach 1500 eine erneute Teilung zwischen dem Osmanischen Reich im Westen, das auch nach und nach alle von Armeniern bewohnten Gebiet in Kleinasien und Syrien unterwarf, und dem neuen schiitischen Safavidenreich im Iran im Osten; 1639 wurde im Großen und Ganzen die bis heute geltende Grenze zwischen dem persischen Ostarmenien und dem Osmanischen Reich festgelegt. In Ostarmenien schwand der Anteil der Armenier an der Bevölkerung weiter dahin, vor allem nachdem der Schah Abbas I. 1604 ca. 250.000 Armenier in den Iran deportierte, wo sie in Neu-Dschulfa eine bis heute bestehende Kolonie gründeten. Seit dem 18. Jahrhundert unterhielten die Armenier und das Katholikat Kontakte zum nach Süden vordringenden Russischen Kaiserreich.

## Vom Beginn des 19. Jahrhunderts bis zum Ersten Weltkrieg

### Russische Herrschaft in Nordostarmenien

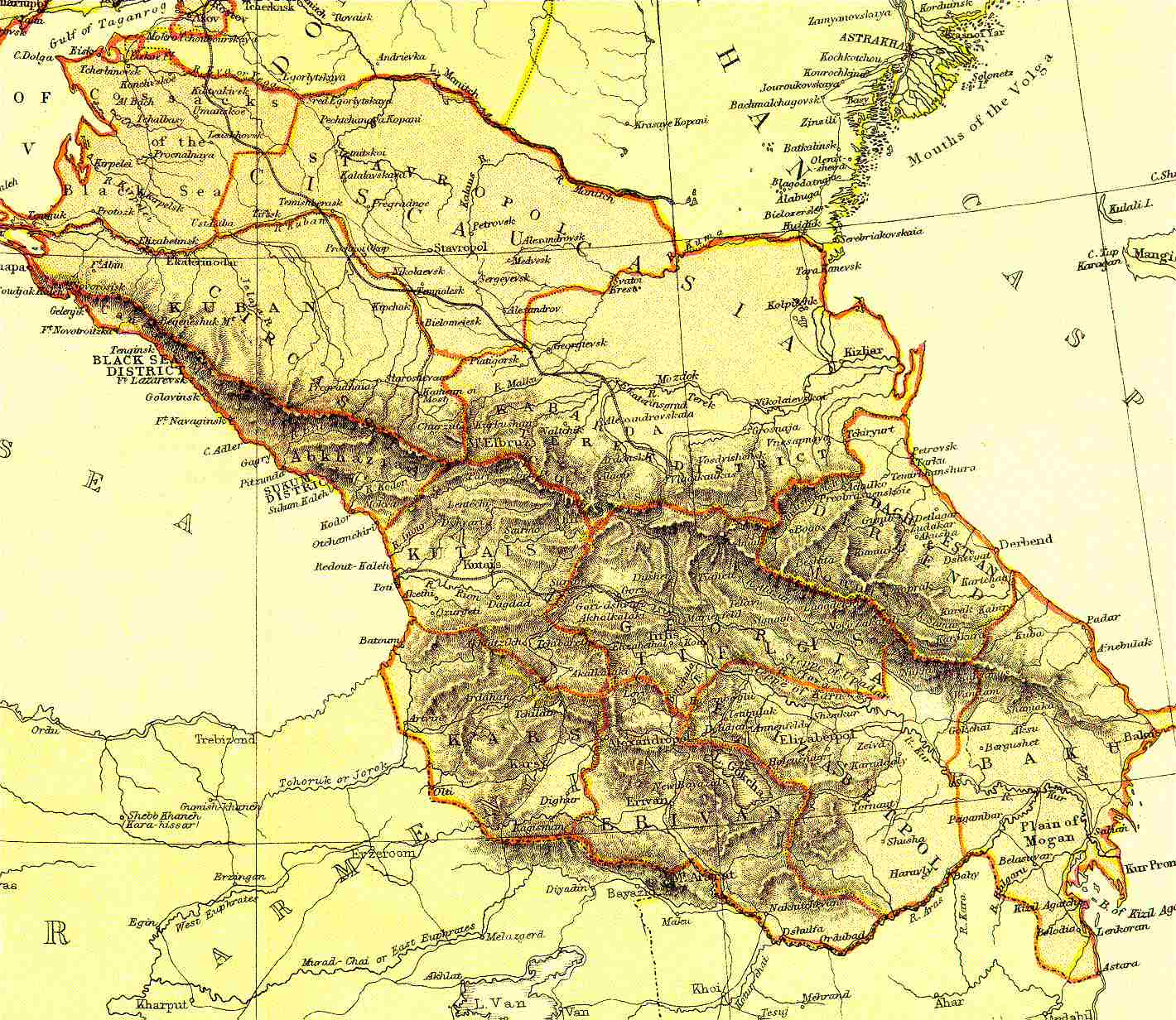
Grenzen im Jahre 1882

Der nordöstliche Teil Armeniens (das Gebiet der heutigen Republik Armenien) kam mit dem Frieden von Turkmantschai 1828 als Folge des Russisch-Persischen Kriegs von 1826–1828 unter die Oberhoheit des Russischen Reiches. Der Großteil des heute armenischen Gebiets war als Gouvernement Eriwan organisiert.
Nach dem Russisch-Türkischen Krieg 1877 bis 1878 im Kontext der Balkankrise musste das Osmanische Reich im Frieden von San Stefano weitere Teile Armeniens mit den Provinzen Kars und Ardahan an Russland abtreten. Diese territorialen Veränderungen wurden auf dem Berliner Kongress nur teilweise aufrechterhalten (gestrichen wurde etwa die Übergabe von Beyazıt). Kulturell und auch sprachlich hatten sich bis zu diesem Zeitpunkt erhebliche Unterschiede zwischen Westarmenien und Ostarmenien gebildet, die sich heute in der Teilung der armenischen Sprache in das Ost- und das Westarmenische widerspiegeln.

### Die Entwicklung in Westarmenien bis 1914
Im Verlauf des 19. Jahrhunderts war es unter den im Osmanischen Reich lebenden West-Armeniern unter westeuropäisch-aufklärerischen Einflüssen zu einer Wiederentdeckung der eigenen Kultur und ihrer Wurzeln gekommen. Dazu trug auch die Tatsache bei, dass durch eine vor allem von den USA ausgehende protestantische Missionsbewegung, die zunächst den türkischen Muslimen gegolten hatte, dann aber in den christlichen Armeniern dankbarere Adressaten gefunden hatte, ein dichtes Netz von Schulen entstanden war. In Konstantinopel und anderen Großstädten entstand eine breite Schicht von Intellektuellen, die diesem Wiedererwachen literarisch und auch politisch Ausdruck verliehen. Auf der anderen Seite empfanden die in den sogenannten armenischen Provinzen in Ostanatolien lebenden Armenier ihre Diskriminierung im Millet-System des Osmanischen Reiches immer stärker und begannen sich gegen übermäßige Steuerlast und ständige Übergriffe lokaler (vor allem kurdischer) Stammesführer zur Wehr zu setzen. Gleichzeitig traten die europäischen Mächte als Schutzherren der orientalischen Christen, vor allem der Armenier auf, verfolgten dabei jedoch in erster Linie eigene koloniale Interessen. So brachten weder die im Zuge des Tanzimat eingeleiteten Reformen noch die auf dem Berliner Kongress vertraglich fixierten Reformen für die Armenier eine Besserung ihrer Lage.
1885 wurde in Van, damals das Zentrum Westarmeniens, die erste armenische politische Partei gegründet, die Demokratisch-Liberale Partei (unter dem damaligen Namen Armenakan). Allerdings verschlechterte sich die Situation der Armenier unter Sultan Abdülhamid II. weiter. 1894–1896 gab es eine erste Welle systematischer Massaker, denen schätzungsweise 80.000–300.000 Armenier zum Opfer fielen. So setzten die Armenier um die Jahrhundertwende vielfach auf die Bewegung der Jungtürken, von denen sie sich endlich Gleichberechtigung innerhalb des immer mehr vom Zerfall bedrohten osmanischen Staates erhofften. Doch gerade diese vermeintlichen Verbündeten sollten wenig später die Vernichtung armenischen Lebens auf türkischem Boden beschließen und auch durchführen. Vorbote war das Massaker von Adana 1909.

### Osmanisch beherrschtes Südwestarmenien im Ersten Weltkrieg
Am 24. April 1915 veranlasste die 1908 an die Macht gekommene jungtürkische Bewegung die Verhaftung, Deportation und Ermordung armenischer Intellektueller in Istanbul und leitete damit den Völkermord an Armeniern – zwei Dritteln des im Osmanischen Reich seit Jahrtausenden lebenden christlichen Volkes – ein. Die Überlebenden gingen ins Exil; zehntausende (vor allem junge Mädchen und Waisenkinder) wurden zwangsislamisiert. Die Region Dersim, türkisch Tunceli, war bis zu seiner Vernichtung durch die türkische Armee 1937/38 ein wichtiges Refugium für viele Armenier. Nach dem Militärputsch 1980 wurde versucht, auch die Armenier in Dersim zu islamisieren. 1994 wurden etwa 200 Dörfer in Dersim durch türkisches Militär und Para-Militär zerstört. Heute leben in der Türkei circa 60.000 Armenier, fast ausschließlich in Istanbul.
Die Türkei bestreitet den Völkermord bis heute. Er wurde jedoch seit Mitte der 60er Jahre durch eine zunehmende Zahl nationaler Parlamente anerkannt – darunter auch vom Deutschen Bundestag und dem Schweizer Nationalrat, der französischen Nationalversammlung, dem Europarat und dem Europäischen Parlament. 2005 fand in Istanbul eine Konferenz statt, die sich mit dem Thema beschäftigte, obwohl es im Vorfeld und während der Konferenz zu scharfen Protesten von türkischen Nationalisten gekommen war.

## Vom Ende des Ersten Weltkrieges bis zur Gegenwart

### Erste Republik in Nordostarmenien 1918–1920

Flagge Armeniens: oben rot, dann blau und unten orange

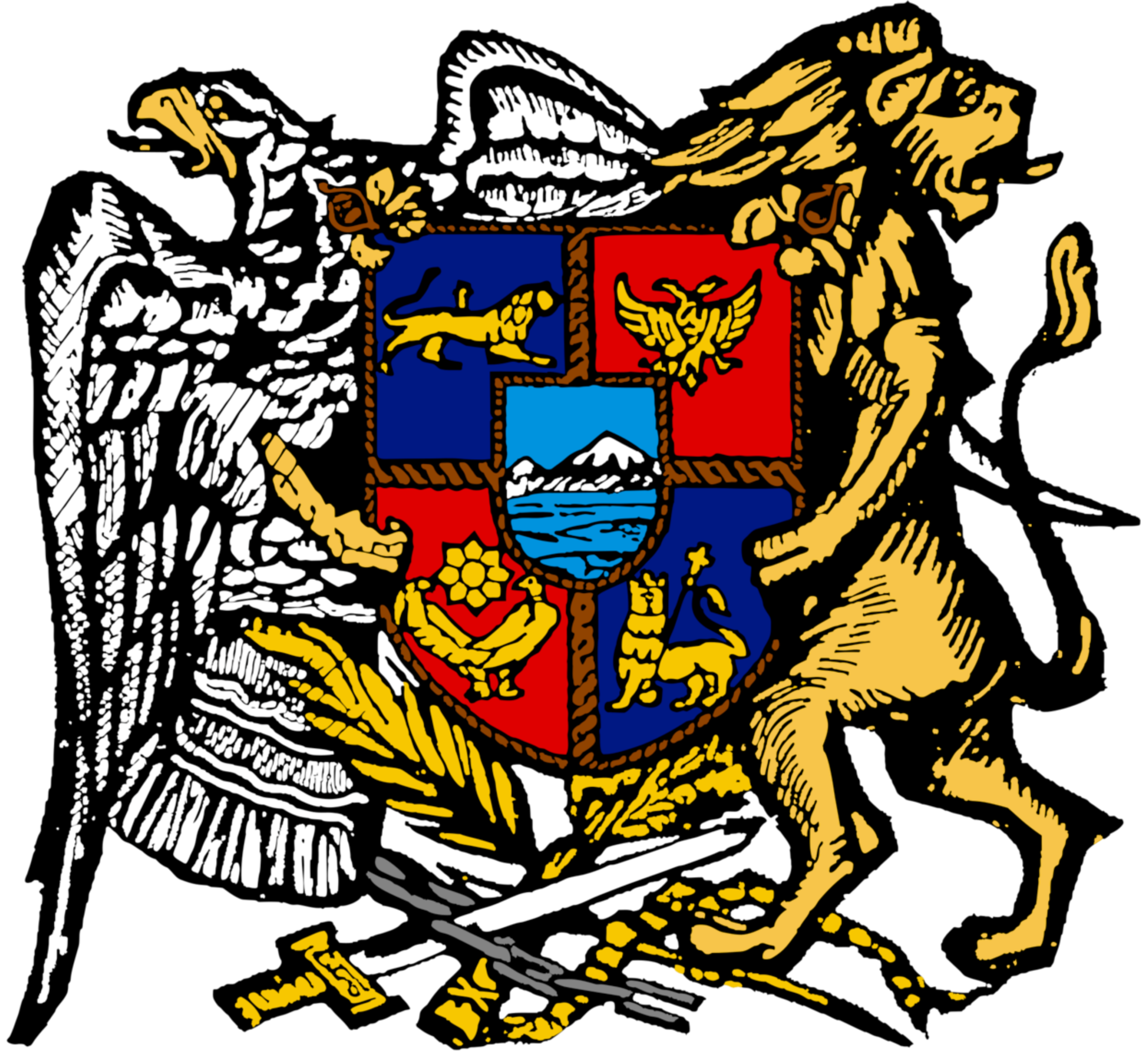
Wappen der ersten Republik Armenien

Als Folge des Ersten Weltkrieges entstand eine Reihe unabhängiger Staaten in Gebieten, die vormals zum Deutschen Kaiserreich, zum Osmanischen Reich und Russisches Kaiserreich gehört hatten. Einer dieser Staaten war die am 28. Mai 1918 ausgerufene Demokratische Republik Armenien (ein ähnlicher Fall ist Estland), die sich der Entente gegen die Mittelmächte anschloss. Auf Betreiben Herbert Hoovers hin wurde vom Alliierten Obersten Rat im Juli 1919 Oberst William N. Haskell, der zuvor eine Hilfsaktion der U. S. Food Administration in Rumänien geleitet hatte, zum Hohen Kommissar der Alliierten für Armenien ernannt. Bei seinem gut einjährigen Einsatz war er zudem Generaldirektor aller amerikanischen und europäischen Hilfswerke in Transkaukasien, so auch der American Relief Administration. In den neutralen Zonen des neu entstandenen Staates übte Haskell praktisch die Regierungsgewalt aus.
Nach den Vorstellungen der Alliierten sollte ein unabhängiger armenischer Staat entstehen, der einen Zugang zum Schwarzen Meer erhalten sollte. Über Einzelheiten wurde unter den Alliierten keine Einigung erzielt. Ein von der Republik Armenien angestrebtes Protektorat bzw. Mandat einer der alliierten Mächte über Armenien kam nicht zustande, weil keine der Mächte ein solches Mandat übernehmen wollte. Im Vertrag von Sèvres vom 10. August 1920, einem der Pariser Vorortverträge, die den Ersten Weltkrieg beendeten, musste das Osmanische Reich zunächst die im Frieden von Brest-Litowsk gewonnenen Gebiete von Kars und Ardahan an Armenien abtreten. Die zukünftige türkisch-armenische Grenze sollte durch einen Schiedsspruch des amerikanischen Präsidenten Woodrow Wilson festgelegt werden, wobei die Vereinigten Staaten mangels Kriegserklärung an das Osmanische Reich keine Vertragspartei waren. Als Wilson im November 1920 seine Grenzziehung bekannt gab, durch die ohne Berücksichtigung der ethnischen Verhältnisse ein Großteil der türkischen Ostprovinzen an Armenien gefallen wäre, hatten Truppen der türkischen Nationalbewegung bereits die im Vertrag von Sèvres verlorenen Gebiete zurückerobert. Armenien musste am 18. November einen Waffenstillstand schließen und am 3. Dezember 1920 im Vertrag von Gümrü Kars und Ardahan wieder an die Türkei abtreten. Am 29. November hatte bereits die Rote Armee die Grenzen Armeniens überschritten und war am 2. Dezember 1920 in Eriwan einmarschiert und hatte der Republik Armenien ein Ende bereitet. An ihre Stelle trat die Armenische SSR. Die Grenzziehung zur Türkei wurde 1921 im Vertrag von Kars bestätigt.
Die Flagge und das Wappen sind seit der Unabhängigkeit von der Sowjetunion 1991 wieder Symbole der heutigen Republik Armenien.

### Sowjetische Herrschaft
Infolge des Griechisch-Türkischen Krieges (1919–1922) wurde der Vertrag von Sèvres im Vertrag von Lausanne zugunsten der Türkei revidiert. 1920 wurde Armenien zwischen der Türkei und Sowjetrussland aufgeteilt. Dies wurde im Vertrag von Kars vom 23. Oktober 1921 fixiert. Nach Gründung der UdSSR 1922 wurde die Armenische SSR ein Teil der Transkaukasischen Sozialistischen Föderalen Sowjetrepublik.
Am 5. Dezember 1936 wurde Sowjetarmenien eine formal eigenständige Unionsrepublik der Sowjetunion und hieß von nun an Armenische Sozialistische Sowjetrepublik. Sie entwickelte sich zu einem wichtigen Standort der chemischen Industrie, der Schuhindustrie und der Informatik. Viele elektronische Bauteile für die sowjetische Raumfahrt und auch Roboter wurden hier entwickelt. Außerdem wurden Früchte und Tabak in andere Teile der Sowjetunion exportiert. Im Ararattal wird seit dem 19. Jahrhundert Brandy hergestellt, der auch international wegen seiner ungewöhnlichen Milde geschätzt wird. In der Sowjetunion war die Armenische SSR unter anderem wegen des warmen Klimas ein beliebtes Reiseziel.
Die Armenische SSR war seit dem Ende der achtziger Jahre neben der Estnischen SSR, der Lettischen SSR und der Litauischen SSR ein Zentrum der separatistischen Bewegungen innerhalb der Sowjetunion, die die Auflösung beschleunigten. Zu dieser Zeit flammte auch der Konflikt um Bergkarabach, ein mehrheitlich armenisch besiedeltes Gebiet innerhalb der Aserbaidschanischen SSR, wieder auf. Seit 1988 verlangte die armenische Bevölkerung von Bergkarabach Unabhängigkeit von Aserbaidschan und musste sich gegen die Übergriffe wehren.
Am 7. Dezember 1988 um 11:41 Uhr (Ortszeit) erschütterte ein schweres Erdbeben die Region Lori im Norden der Armenischen SSR, das den Wert 6,8 auf der Richterskala erreichte. Neben der Stadt Spitak, die nahezu vollständig zerstört wurde, wurden auch die Städte Leninakan (heute Gjumri) und Kirowakan (heute Wanadsor) sowie viele umliegende Dörfer schwer beschädigt. Viele Gebäude, insbesondere Schulen und Krankenhäuser, hielten dem Erdbeben nicht stand und 25.000 Menschen kamen ums Leben. Hinzu kamen die winterlichen Temperaturen und die Unvorbereitetheit der Behörden. Die Regierung ließ ausländische Helfer ins Land. Dies war der erste Fall, in dem die Sowjetunion ausländische Hilfe in größerem Ausmaß annahm. Die wirtschaftliche Entwicklung dieser Region wird durch die nachhaltige Schädigung der Infrastruktur nach wie vor behindert.
Am 23. August 1991 wurde die Armenische SSR in Anlehnung an die erste Republik in Republik Armenien umbenannt. Nach der Unabhängigkeitserklärung am 21. September 1991 entstand die heutige Republik Armenien. Der südwestliche, weitaus größte Teil des historischen Siedlungsgebietes der Armenier blieb unter türkischer Herrschaft – darunter auch der Berg Ararat, auf dem nach biblischer Überlieferung die Arche Noah gelandet ist. Er gilt bis heute als Nationalsymbol der Armenier und taucht auch im Staatswappen auf.

### Erneute Unabhängigkeit seit 1991
Am 21. September 1991 erklärte sich Armenien von der sich in Auflösung befindlichen Sowjetunion für unabhängig.
Das Parlament (die Nationalversammlung) hat nur eine Kammer und wird aktuell alle fünf Jahre gewählt.
Am 16. Oktober 1991 wurde Lewon Ter-Petrosjan zum ersten Präsidenten der armenischen Republik gewählt. Am 22. September 1996 wurde er wiedergewählt. Seine Popularität sank jedoch zunehmend. Im Mai 1994 wurde, nachdem ein Sechstel Aserbaidschans durch armenische Truppen besetzt worden war, ein Waffenstillstand geschlossen. Im Februar 1998 wurde Ter-Petrosjan zum Rücktritt gezwungen, weil er in Bezug auf Arzach – so der armenische Name für Bergkarabach – als zu weit gehend empfundene Zugeständnisse an Aserbaidschan zur Lösung des Konflikts gemacht hatte. Lewon Ter-Petrosjans Minister, angeführt von seinem Premierminister und späterem Nachfolger im Präsidentenamt Robert Kotscharjan, lehnten einen Friedensplan ab, den internationale Vermittler im September 1997 vorgeschlagen hatten und den Lewon Ter-Petrosjan und Aserbaidschan befürworteten.
Robert Kotscharjan, zuvor Präsident der Republik Bergkarabach, einer stabilisierten De-facto-Regierung, gewann 1998 die vorgezogenen Präsidentschaftswahlen in Armenien. Seine Wiederwahl 2003 war von Unregelmäßigkeiten begleitet. Im Januar 2006 trat eine vom Europarat schon seit langem geforderte Verfassungsänderung in Kraft, die dem Parlament mehr Rechte einräumte. Der Präsident durfte beispielsweise nach wie vor den Ministerpräsidenten ernennen, dieser musste nun aber vom Parlament bestätigt werden. Die Opposition warf der Regierung vor, das im Zusammenhang mit der Verfassungsänderung abgehaltene Referendum massiv manipuliert zu haben.
Im Mai 2007 fanden Parlamentswahlen statt; internationale Wahlbeobachter bescheinigten einen formal weitgehend den westlichen Standards entsprechenden Ablauf der Wahl. Die Republikanische Partei, die bereits zuvor Anführerin einer Koalitionsregierung war und auch den Ministerpräsident stellte, gewann die Wahlen. Im Februar 2008 fanden Präsidentschaftswahlen statt. Verfassungsgemäß konnte Amtsinhaber Kotscharjan dabei nicht mehr antreten. Mit knapp über 50 % der Stimmen bereits im ersten Wahlgang wurde der damals enge Vertraute Robert Kotscharjans und amtierende Ministerpräsident Sersch Sargsjan ins Amt des Staatsoberhauptes gewählt. Oppositionskandidat Lewon Ter-Petrosjan erkannte das Wahlergebnis nicht an und sprach von Fälschung. Auf die Wahl folgten mehrtägige Demonstrationen von Anhängern Ter-Petrosjans. Am 1. März 2008 wurde eine Demonstration mit Polizeigewalt aufgelöst. Ter-Petrosjan wurde unter Hausarrest gestellt und Staatspräsident Kotscharjan verhängte den Ausnahmezustand.
Die wirtschaftliche Entwicklung Armeniens wird seit dem Karabach-Konflikt vor allem durch die Blockade seiner Grenzen nicht nur seitens Aserbaidschans, sondern auch seitens der Türkei stark behindert. Dies stellt einen offensichtlichen Bruch der Regeln der Welthandelsorganisation, insbesondere des Artikels 11 (Transitfreiheit) des am 22. Februar 2017 in Kraft getretenen Handelserleichterungsabkommen. Die Regierung Armeniens ist zur vorbehaltlosen Aufnahme diplomatischer Beziehungen und zur Öffnung der Grenzen mit der Türkei bereit; diese macht jedoch eine Lösung des Konfliktes um Karabach zur Bedingung und besteht zudem darauf, dass Armenien zuerst den Vorwurf des Genozids während des Osmanischen Reiches fallen lässt und formell auf jede Form von Reparation verzichtet.
Am 10. Oktober 2009 unterzeichneten die Außenminister der Türkei und Armeniens in Zürich zwei Protokolle zur Wiederaufnahme diplomatischer Beziehungen und zur Öffnung der Grenzen. Die Annäherung war unter Vermittlung der Schweiz und unter diplomatischem Druck der USA und der EU zustande gekommen. Der Umgang mit dem Völkermord an den Armeniern im Osmanischen Reich war nach den Abkommen nach wie vor ebenso strittig wie der Konflikt um Bergkarabach. Die Protokolle wurden jedoch nie ratifiziert und später formell beiderseitig gekündigt.
Im April 2018 trat die Verfassungsänderung in Kraft, nach welcher die Staatsverwaltung zum parlamentarischen Modell wechselte und dem Präsidenten nur repräsentative Funktionen überlassen werden. Die Gesamtleitung der Exekutive wird dem Ministerpräsidenten anvertraut.
Nur wenige Wochen nach der Ernennung von Sersch Sargsjan zum Ministerpräsidenten und als Reaktion darauf, dass dies nach seinen zwei vollen Amtszeiten als dritter Staatspräsident Armeniens geschah, ereignete sich eine friedliche Revolution, die zur Übergabe des Postens des Ministerpräsidenten an den Oppositionspolitiker Nikol Pashinjan führte. Später wurde die Nationalversammlung aufgelöst und in darauffolgenden Parlamentswahlen im Dezember 2018 eroberten ehemals oppositionelle Parteien alle Parlamentssitze. Die neue Nationalversammlung bestätigte Nikol Pashinjan im Amt des Ministerpräsidenten.
Armenien verlor den Krieg um Bergkarabach 2020. Im September 2023 eroberte Aserbaidschan Bergkarabach vollständig zurück, was zur Flucht der Armenier führte.

### Diaspora
Eine große Rolle spielt nach wie vor auch die armenische Diaspora (7 Millionen Menschen). Geldtransfers der zahlreichen Auslandsarmenier stützen die Wirtschaft. Im Jahre 2005 überwiesen Diasporaarmenier nach Schätzung der Armenischen Zentralbank rund eine Milliarde US-Dollar. Davon kamen 45 % aus Russland und 15 % aus den USA.
Die im Januar 2006 in Kraft getretene Verfassung verbietet die doppelte Staatsbürgerschaft nicht mehr. (Diese war früher nicht erlaubt, weil man befürchtete, dass die Diaspora-Armenier, wenn sie wahlberechtigt wären, die Außenpolitik der Republik Armenien bestimmen könnten. Aus diesem Grund kann das aktive Wahlrecht nach den neuen Bestimmungen nur vor Ort ausgeübt werden; es ist also keine Briefwahl möglich.) Eine Vielzahl von Stiftungen und anderen Organisationen bemüht sich, die Verbindung zwischen Mutterland und Diaspora zu intensivieren.